# Family Therapy
Family Therapy est une émission de télé-réalité, qui sera diffusé sur la chaîne américaine VH1 en 2016. Elle est dérivée de Couples Therapy.

## Principe
Des célébrités racontent leurs problèmes familiaux à une équipe de professionnelle qui sont là pour les aider, sous le regard de caméras de télévision. Elles reçoivent des conseils du Dr Jenn Berman et de son équipe de thérapeute. 
Cette émission suis le même principe que Celebrity Rehab ou Couples Therapy.

## Casting de l'équipe deFamily Therapy
- Dr Jenn Berman
- Dr. Christian Conte
- Umeko Allen
- Rachel Clark
- Storck

## Participants

### Saison 1 (2016)
- Jeremy Dash (acteur) et ses frères Damon Dash et Bobby Dash
- Michael Lohan et Dina Lohan, parent divorcé de l'actrice Lindsay Lohan[1]
- Bam Margera (membre de Jackass) et sa mère April Margera
- Briana Dejesus (apparus dans 16 ans et enceinte de MTV) et sa sœur Brittany Dejesus
- Tiffany Pollard (vedette de télévision ayant participé à Celebrity Big Brother et ex de Flavor Flav) et sa mère Michelle Patterson.